# کوستوس
کوستوس ، قُسط یا کُسط (نام علمی: Costus) نام یک سرده از گیاهان گلدار است. این گیاه در سرزمین‌های استوایی می‌روید.
یکی از گونه‌های آن به نام کوستوس اسپکتابیلیس (نام علمی: Costus spectabilis) گل ملی کشور نیجریه است.

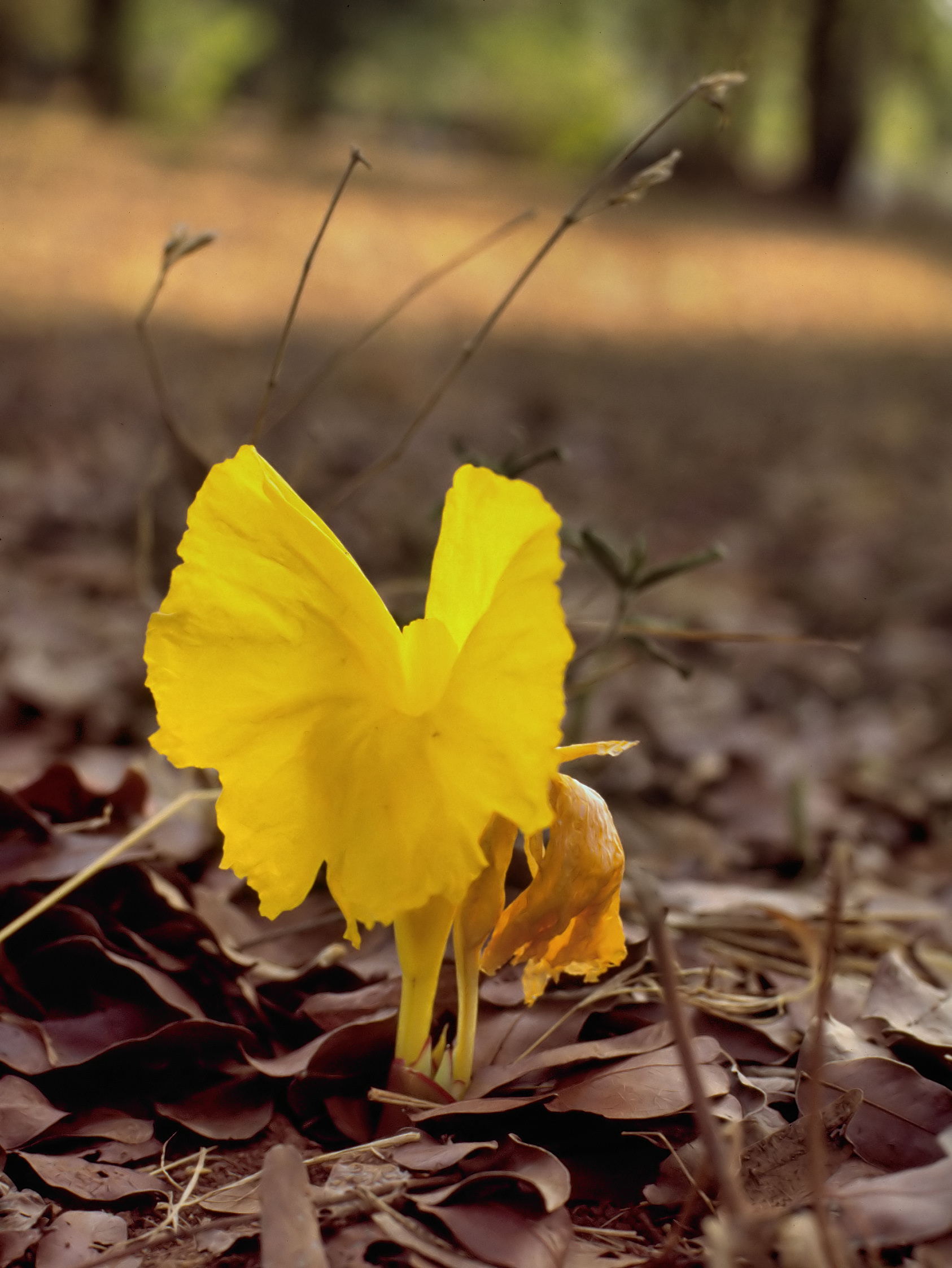
کوستوس اسپکتابیلیس گل ملی کشور نیجریه